# Лапша (Могилёвская область)
Ла́пша (бел. Лапша) — посёлок в составе Холстовского сельсовета Быховского района Могилёвской области Республики Беларусь.

## Население
- 2010 год — 6 человек